# Semir Telalović
Semir Telalović (Ehingen, 23 dicembre 1999) è un calciatore tedesco, attacco del Norimberga.

## Carriera
Ha iniziato la sua carriera con la squadra della sua città natale, l'Ehingen-Süd, in Verbandsliga nella stagione 2017-2018 per poi proseguire con l'Illertissen in Regionalliga nel 2021. Nel gennaio del 2022 è stato acquistato dal Borussia M'gladbach che lo ha assegnato alla propria squadra riserve; il 25 gennaio 2023 ha debuttato in prima squadra nel corso dell'incontro di Bundesliga perso 1-0 contro l'Augusta.
Il 1º settembre 2024 è stato acquistato a titolo definitivo dal Blackburn Rovers, club della seconda divisione inglese, ma al termine della stagione, in cui non è riuscito ad imporsi, è tornato in Germania dove ha firmato un contratto con l'Ulma. Autore di un ottimo campionato caratterizzato da 12 reti in 29 incontri, il 30 maggio 2025 ha firmato un contratto con il Norimberga, club della seconda divisione tedesca.

## Statistiche

### Presenze e reti nei club
Statistiche aggiornate al 2 agosto 2025.
| Stagione        | Squadra                | Campionato      | Campionato | Campionato | Coppe nazionali | Coppe nazionali | Coppe nazionali | Coppe continentali | Coppe continentali | Coppe continentali | Altre coppe | Altre coppe | Altre coppe | Totale | Totale | Totale |
| Stagione        | Squadra                | Comp            | Pres       | Reti       | Comp            | Pres            | Reti            | Comp               | Pres               | Reti               | Comp        | Pres        | Reti        | Pres   | Reti   |        |
| --------------- | ---------------------- | --------------- | ---------- | ---------- | --------------- | --------------- | --------------- | ------------------ | ------------------ | ------------------ | ----------- | ----------- | ----------- | ------ | ------ | ------ |
| 2017-2018       | Ehingen-Süd            | VL              | 2          | 1          | -               | -               | -               | -                  | -                  | -                  | WC          | 0           | 0           | 2      | 1      |        |
| 2018-2019       | Ehingen-Süd            | VL              | 30         | 10         | -               | -               | -               | -                  | -                  | -                  | WC          | 1           | 1           | 31     | 11     |        |
| 2019-2020       | Ehingen-Süd            | VL              | 15         | 3          | -               | -               | -               | -                  | -                  | -                  | WC          | 3           | 0           | 18     | 3      |        |
| 2020-2021       | Ehingen-Süd            | VL              | 11         | 6          | -               | -               | -               | -                  | -                  | -                  | WC          | 5           | 3           | 16     | 9      |        |
| 2021-gen. 2022  | Illertissen            | RL              | 23         | 14         | -               | -               | -               | -                  | -                  | -                  | CB          | 7           | 4           | 30     | 18     |        |
| 2021-gen. 2022  | Borussia M'gladbach II | RL              | 18         | 6          | -               | -               | -               | -                  | -                  | -                  | -           | -           | -           | 18     | 6      |        |
| 2022-2023       | Borussia M'gladbach II | RL              | 30         | 15         | -               | -               | -               | -                  | -                  | -                  | -           | -           | -           | 30     | 15     |        |
| ago. 2023       | Borussia M'gladbach II | RL              | 2          | 1          | -               | -               | -               | -                  | -                  | -                  | -           | -           | -           | 2      | 1      |        |
| 2022-2023       | Borussia M'gladbach    | BL              | 3          | 0          | CG              | 0               | 0               | -                  | -                  | -                  | -           | -           | -           | 3      | 0      |        |
| 2023-2024       | Blackburn Rovers       | FLC             | 17         | 0          | FACup+CdL       | 2+1             | 0               | -                  | -                  | -                  | -           | -           | -           | 20     | 0      |        |
| 2024-2025       | Ulma                   | 2L              | 29         | 12         | CG              | 1               | 0               | -                  | -                  | -                  | -           | -           | -           | 30     | 12     |        |
| 2025-2026       | Norimberga             | 2L              | 1          | 0          | CG              | 0               | 0               | -                  | -                  | -                  | -           | -           | -           | 1      | 0      |        |
| Totale carriera | Totale carriera        | Totale carriera | 181        | 68         |                 | 3               | 0               |                    | -                  | -                  |             | 16          | 8           | 200    | 76     |        |